# لاليمانت (كيبك)
لاليمانت (بالإنجليزية: Lalemant, Quebec)‏ هي منطقة غير المنظمة في كيبيك تقع في كندا في Le Fjord-du-Saguenay. يقدر عدد سكانها بـ 0 نسمة ومساحتها 202.90 كم2 .